# Legacy Tower
 (décembre 2023).
Si vous disposez d'ouvrages ou d'articles de référence ou si vous connaissez des sites web de qualité traitant du thème abordé ici, merci de compléter l'article en donnant les références utiles à sa vérifiabilité et en les liant à la section « Notes et références ».
La Legacy Tower est un gratte-ciel de 250 m situé à Chicago dont la construction s'est terminée en 2009. Le bâtiment comprend 360 condominiums de luxe, ainsi que 460 places de parking. En outre l'immeuble comprend 3 809 mètres carrés de salles de classe pour l'école de l'Art Institute of Chicago dans les étages inférieurs. Le site où le bâtiment est érigé à préserver la façade historique du Jewelers Row District, qui est Chicago Landmark situé sur Wabash Ave.